# James Froude

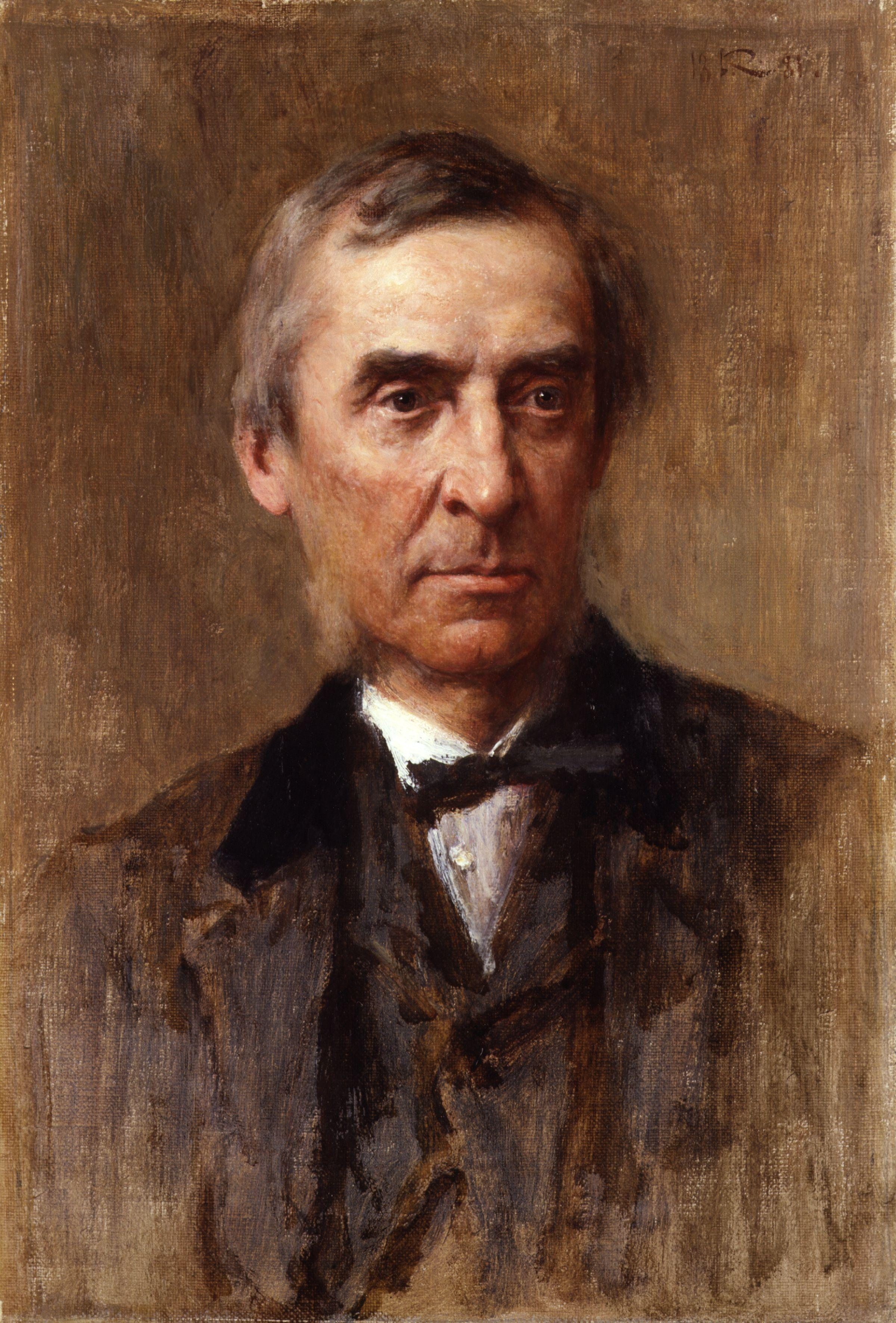
James Froude

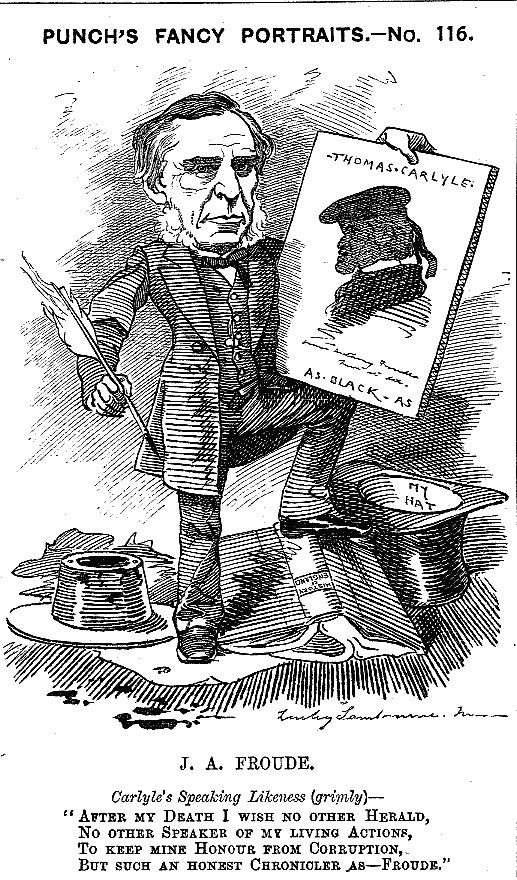
Caricatura de James Anthony Froude publicada na revista Punch de 30 de dezembro de 1882.

James Anthony Froude (23 de abril de 1818 – 20 de outubro de 1894) foi um controverso historiador, novelista e biógrafo inglês. Após sua participação no Movimento de Oxford, de caráter anglo-católico, Froude decidiu virar clérigo, mas dúvidas em relação às doutrinas da Igreja Anglicana, como especifica em seu polêmico romance de 1849 The Nemesis of Faith, o fizeram desistir de uma carreira religiosa. Decidiu então virar historiador, se tornando um dos mais conhecidos de seu tempo a partir da publicação de History of England from the Fall of Wolsey to the Defeat of the Spanish Armada.

## Obras

### Ficção
- Shadows of the Clouds (1847)
- The Nemesis of Faith (1849)
- The Two Chiefs of Dunboy (1889)

### Não-Ficção
- History of England from the Fall of Wolsey to the Defeat of the Spanish Armada (1856-1870)
- Short Studies on Great Subjects (1867-1882) 
  - "The Oxford Counter-Reformation" (1881)
- English in Ireland in the Eighteenth Century (1872-1874)
- Caesar: A Sketch (1879) (Biografia de Júlio César)
- Bunyan (1880) (Biografia de John Bunyan)
- Life of Carlyle (1882-1884)
- Luther: A Short Biography (1883) (Biografia de Martinho Lutero)
- Oceana, or, England and Her Colonies (1886)
- The English in the West Indies ou The Bow of Ulysses (1888)
- Lord Beaconsfield (1890) (Biografia de Benjamin Disraeli)
- Divorce of Catherine of Aragon (1891)
- English Sea-Men in the Sixteenth Century (1895)
- Life and Letters of Erasmus (1895)
- My Relations with Carlyle (Escrito em 1887, publicado em 1903)

### Traduções
- Die Wahlverwandtschaften de Johann Wolfgang von Goethe (1854, publicado anonimamente)